# Maite Perroni

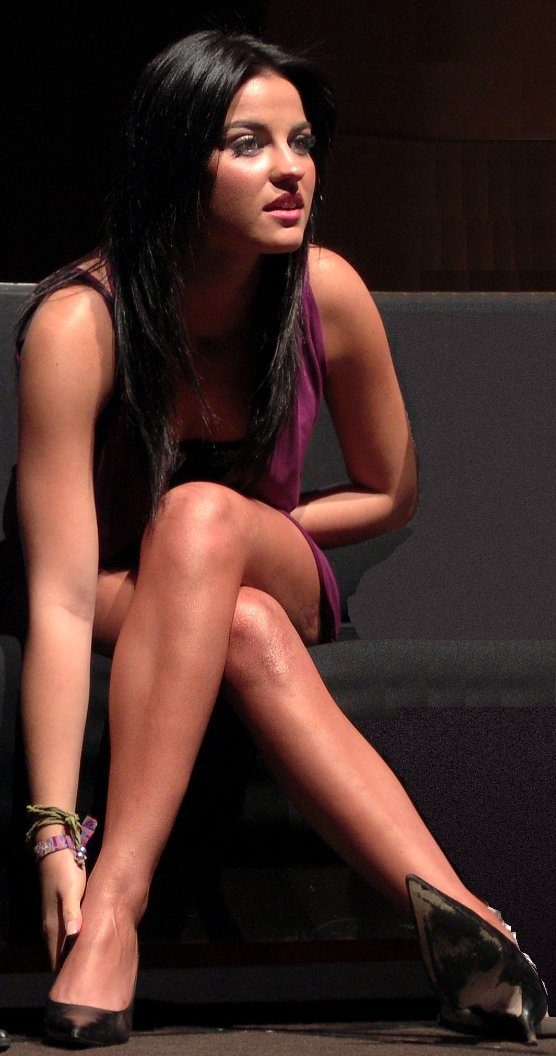
Maite Perroni

Maite Perroni Beorlegui (Mexico-Stad, 9 mei 1983) is een Mexicaans zangeres en actrice. Zij is bekend geworden als lid van de popgroep RBD.
Perroni werd geboren in Mexico-Stad in een familie van Italiaanse en Baskische afkomst maar groeide op in Guadalajara. Zij maakte haar debuut in 2004 bij de telenovela Rebelde en werd vervolgens lid van de uit die televisieserie voortgekomen popgroep RBD. Na het uiteenvallen van die groep speelde zij in de telenovela's Cuidado con el Ángel en Mi Pecado.
Perroni staat bekend als aanhangster van de Groene Ecologische Partij van Mexico (PVEM) en acteerde in 2009 in televisiespots van die partij waarin herinvoering van de doodstraf werd bepleit.
- Biblioteca Nacional de España: XX4760800
- International Standard Name Identifier: 0000 0001 1883 9558
- Library of Congress Control Number: no2011056797
- MusicBrainz: 898da36d-1d3c-4df5-ba60-928d89c4ce70
- Nationale Bibliotheek van Tsjechië: osa2014802441
- Virtual International Authority File: 169667213
- WorldCat: E39PBJvH8GqgfV3thwwfT43bBP